# Brohlbach (Rhein)
Der Brohlbach ist ein knapp 20 Kilometer langer linker Zufluss des Rheins in der Eifel.

## Verlauf
Der Brohlbach entspringt in dem zur Gemeinde Spessart (Landkreis Ahrweiler) gehörenden Dorf Hannebach auf einer Höhe von 511 m ü. NHN. Er fließt durch das Brohltal, durch welches auch die Bundesstraße 412 (Brohltalstraße) verläuft, und mündet schließlich auf einer Höhe von 52 m ü. NHN bei Brohl-Lützing in den Rhein.